# São Valério do Sul
São Valentim do Sul est une municipalité brésilienne située dans l'État du Rio Grande do Sul.